# Kidulthood
Kidulthood es una película británica de drama criminal para adolescentes del año 2006 dirigida por Menhaj Huda y escrita por Noel Clarke.
Clarke apareció también en la película junto con los actores Aml Ameen, Red Madrell, Adam Deacon, Jaime Winstone, Femi Oyeniran, Madeleine Fairley, Cornell John, Kate Magowan, Pierre. Mascol, Rafe Spall y Nicholas Hoult.
Realizada con un presupuesto de 560.000 libras esterlinas, Kidulthood se estrenó en cines el 3 de marzo de 2006 y recibió críticas mixtas por la descripción de la vida de los jóvenes en Londres.
Existen dos secuelas: Adulthood (2008) y Brotherhood (2016), ambas escritas y dirigidas por Clarke.

## Argumento
En 2002, en Ladbroke Grove, atrapado entre los mundos de sus amigos de la escuela, la chica que ama y la atracción de su poderoso y peligroso tío, Trife, un chico de 15 años del oeste de Londres, debe elegir entre el camino que sabe que es el correcto y una vida de armas, drogas y violencia.

## Elenco
| - Aml Ameen es Trevor 'Trife' Hector - Red Madrell es Alisa - Adam Deacon es Jay - Noel Clarke es Sam Peel - Jaime Winstone es Becky - Femi Oyeniran es Moony - Madeleine Fairley es Claire - Cornell John es Curtis | - Rafe Spall es Lenny - Nicholas Hoult es Blake - Rebecca Martin es Katie - James Witherspoon es Kilpo - Ortis Deley es Derek - Stephanie Di Rubbo es Shaneek - Kate Magowan es Stella |

## Grabación
El grupo de hip-hop londinense Arcane escribió la canción principal de la película y la banda sonora se basó en el hip hop y la música grime británicos.
La película se rodó principalmente en las áreas reales en las que se desarrolla alrededor de Londres W11; por ejemplo, algunas de las escenas escolares se filmaron en Twyford CE High School en Acton, de manera similar, el viaje de Alisa y Becky en el metro de Londres se realiza entre las estaciones Ladbroke Grove y Royal Oak . 

## enlaces externos
- Kidulthood en AllMovie (en inglés).
- Kidulthood at the British Film Institute

- Datos: Q4353419